# ميكانيكا عصبية
الميكانيكا العصبية هي مجال دراسة يجمع بين مفاهيم من الميكانيكا الحيوية وعلم وظائف الأعضاء العصبية لدراسة حركة الإنسان. تدرس الميكانيكا العصبية الأدوار المشتركة للهيكل العظمي والعضلي والجهاز العصبي وكيف تتفاعل لإنتاج الحركة المطلوبة لإكمال مهمة حركية.
يتم جمع إشارات العضلات التي يتم تحفيزها بواسطة النبضات العصبية باستخدام تخطيط كهربائية العضل (EMG). هذه الإشارات العضلية تدل على النشاط العصبي. في حالات معينة، يمكن أن تشير بيانات مخطط كهربية العضل إلى اللدونة العصبية وتعلم المهام الحركية. يخلق الجهاز العضلي، وتحديداً العضلات الهيكلية، حركة حول مفاصل العظام، والجهاز العصبي المركزي ضروري لتوجيه عضلات الهيكل العظمي في الحركات الحركية.

## خلفية

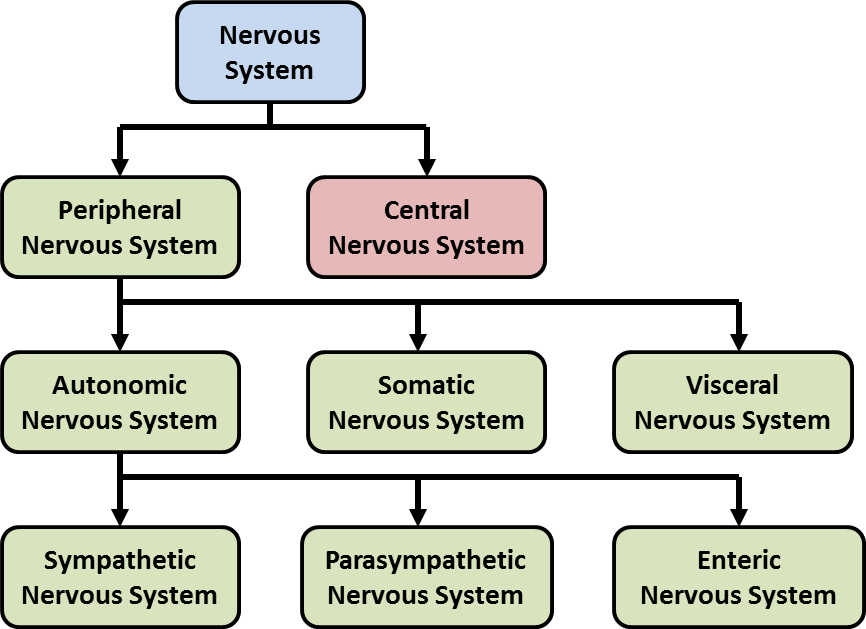
مكونات الجهاز العصبي (بالإنجليزية)

الميكانيكا العصبية هو مجال الدراسة الذي يجمع بين علم الأعصاب والميكانيكا الحيوية في محاولة لفهم الحركة وعلاقتها بالدماغ. الميكانيكا العصبية هي منطقة تحاول الجمع بين جهود العضلات والأعضاء الحسية ومولدات الأنماط في الدماغ والجهاز العصبي المركزي نفسه لشرح الحركة. تشمل تطبيقات الميكانيكا العصبية تخفيف المشكلات الصحية وتصميم الأنظمة الروبوتية والتحكم فيها.

### علم الأعصاب
علم الأعصاب هو دراسة الجهاز العصبي. ينقسم الجهاز العصبي إلى نظامين فرعيين: الجهاز العصبي المحيطي والجهاز العصبي المركزي.
ثم يتكون الجهاز العصبي المحيطي من ثلاثة أنظمة فرعية: الجهاز العصبي الجسدي، والجهاز العصبي اللاإرادي، والجهاز العصبي الحشوي. ينقسم الجهاز العصبي اللاإرادي أيضًا إلى الجهاز العصبي الودي والجهاز العصبي اللاودي والجهاز العصبي المعوي. الجهاز العصبي المسؤول عن الحركة الإرادية، بما في ذلك حركة الأطراف السفلية، هو الجهاز العصبي الجسدي. على الرغم من أن الجهاز العصبي الجسدي هو جزء من الجهاز العصبي المحيطي، فإن الحركة تتضمن أيضًا استخدام عناصر من الجهاز العصبي المركزي: الدماغ والنخاع الشوكي.
يساهم علم الأعصاب في الميكانيكا العصبية البشرية من خلال دراسة كيفية مساهمة الأمراض العصبية المختلفة في مشاكل النشاط الحيوي والتغيرات في الحركة النموذجية. يتعامل علم الأعصاب مع دراسة سبب المشاكل المرئية.

### الميكانيكا الحيوية
الميكانيكا الحيوية هي دراسة بنية ووظيفة الأجهزة الحية مثل البشر والحيوانات والكائنات الحية الأخرى عن طريق الميكانيكا. يهتم الكثير من أخصائيي الميكانيكا الحيوية بالمهام الحركية البسيطة مثل المشي. يمكن تحديد المشي من خلال دورة المشي. دورة المشي هي حدث متكرر يتكون من خطوة واحدة كاملة من ضربة الكعب إلى ضربة الكعب التالية في نفس القدم. يمكن تقسيمها إلى مرحلتين: مرحلة الوقوف ومرحلة التأرجح. تتكون مرحلة الوقوف من الوقت الذي يضرب فيه الكعب الأرض إلى النقطة الزمنية التي يترك فيها إصبع القدم الأرض. تتكون مرحلة التأرجح من بقية دورة المشية، وهي الفترة الزمنية بين خروج إصبع القدم من الأرض إلى ضربة الكعب التالية.
تساهم الميكانيكا الحيوية في الميكانيكا العصبية من خلال دراسة كيفية استجابة الجسم للحالات المختلفة سواء كانت أمراضًا عصبية أو إعاقات جسدية. تتعامل الميكانيكا الحيوية مع دراسة التأثير الناتج عن مثل هذه الظروف.

## نظرية البندول المقلوب

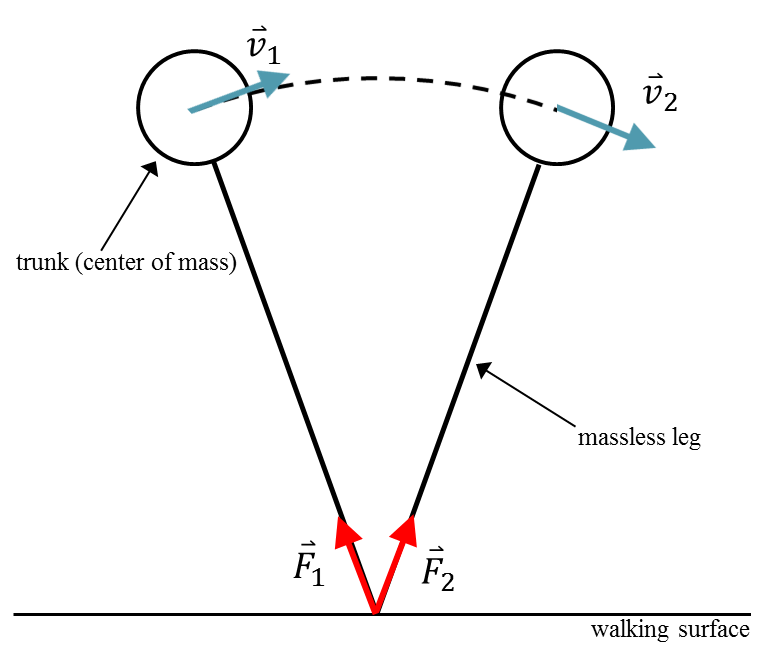
مركز الكتلة على ساق عديمة الكتلة تتحرك على طول مسار مسار الجذع في نظرية البندول المقلوب. تظهر متجهات السرعة عموديًا على قوة رد الفعل على الأرض في الوقت 1 والوقت 2.

تعتبر نظرية البندول المقلوب للمشية نهجًا ميكانيكيًا عصبيًا لفهم حركة الإنسان. في النظرية، يتم تقليل وزن الجسم إلى مركز كتلة يستريح على ساق عديمة الكتلة عند دعامة واحدة. تنتقل قوة رد الفعل الأرضي من مركز الضغط في أسفل الساق عديمة الكتلة إلى مركز الكتلة في الجزء العلوي من الساق عديمة الكتلة. يكون متجه السرعة لمركز الكتلة دائمًا عموديًا على قوة رد فعل الأرض.
يتكون المشي من مراحل متناوبة للدعم الفردي والدعم المزدوج. تحدث مرحلة الدعم الفردي عندما تكون إحدى الأرجل على اتصال بالأرض بينما تحدث مرحلة الدعم المزدوج عندما تكون قدمان على اتصال بالأرض.

### التأثيرات العصبية
يتم تثبيت البندول المقلوب عن طريق التغذية المرتدة المستمرة من الدماغ ويمكن أن يعمل حتى في وجود فقدان حسي. في الحيوانات التي فقدت كل المدخلات الحسية للطرف المتحرك، تظل المتغيرات الناتجة عن المشية (مركز تسارع الكتلة، وسرعة الحيوان، وموقع الحيوان) ثابتة بين المجموعتين.
أثناء التحكم في الوضعية، تُستخدم آليات التغذية الراجعة المتأخرة في التكاثر الزمني للوظائف على مستوى المهمة مثل المشي. يأخذ الجهاز العصبي في الاعتبار التغذية المرتدة من مركز تسارع الكتلة والسرعة وموقع الفرد ويستخدم المعلومات للتنبؤ بالحركات المستقبلية والتخطيط لها. مركز تسريع الكتلة ضروري في آلية التغذية الراجعة حيث تحدث هذه التغذية الراجعة قبل تحديد أي بيانات إزاحة كبيرة.

### موضع جدل
تناقض نظرية البندول المقلوب بشكل مباشر المحددات الستة للمشي، وهي نظرية أخرى لتحليل المشي. تتنبأ المحددات الستة للمشي بنفقات عالية جدًا من الطاقة للحركة الجيبية لمركز الكتلة أثناء المشي، بينما توفر نظرية البندول المقلوب إمكانية أن يكون إنفاق الطاقة قريبًا من الصفر؛ تتنبأ نظرية البندول المقلوب بأن المشي يتطلب القليل من العمل أو معدومه.

## تخطيط كهربائية العضل

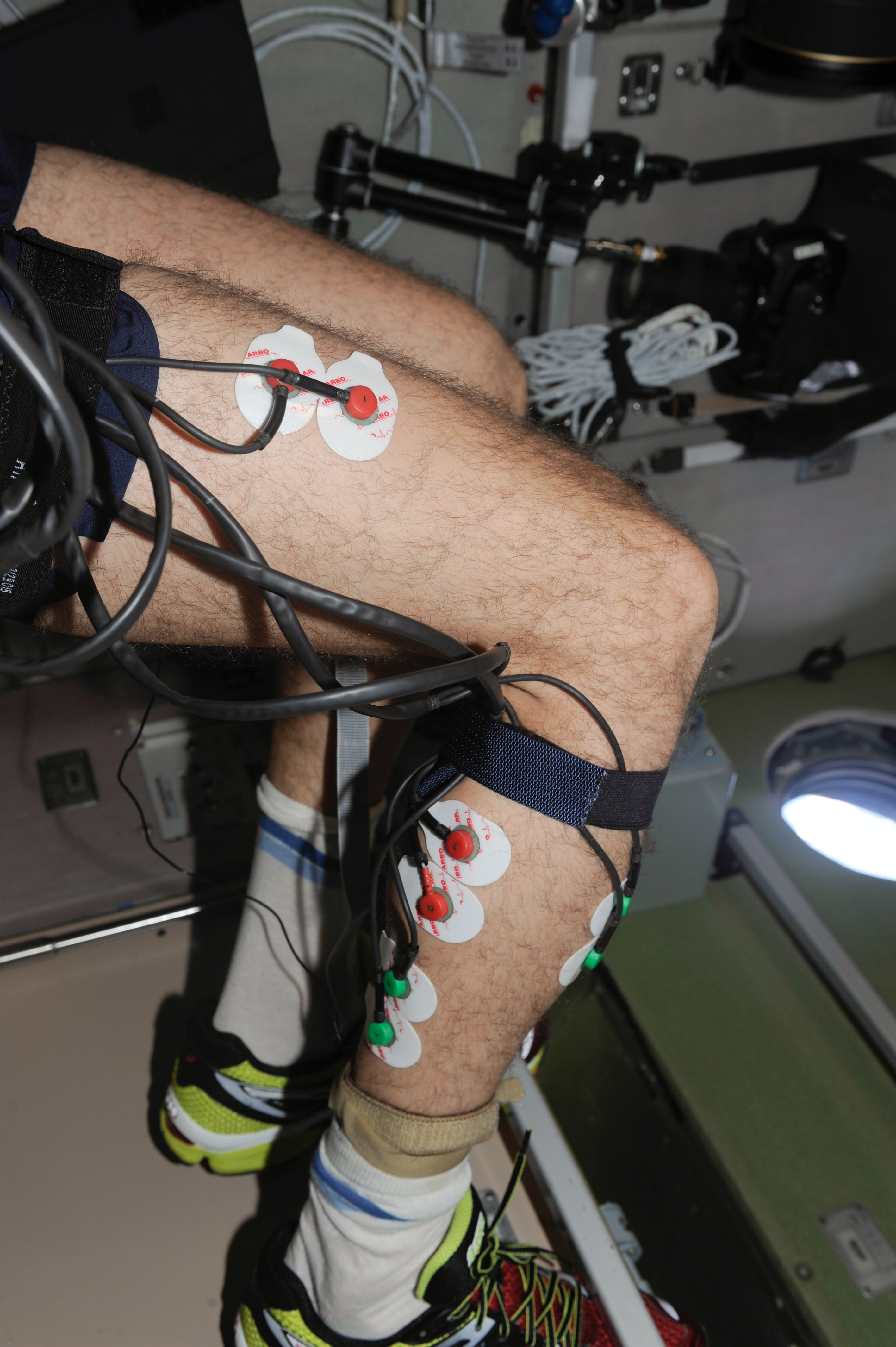
إجراء اختبار تخطيط كهربائية عضلات الفخذ والساق

تخطيط كهربائية العضل (EMG) هو أداة تستخدم لقياس المخرجات الكهربائية التي تنتجها العضلات الهيكلية عند التنشيط. تُعَصِب الأعصاب الحركية العضلات الهيكلية وتسبب تقلصًا بناءً على أمر من الجهاز العصبي المركزي. يتم قياس هذا الانكماش بواسطة تخطيط كهربائية العضل ويتم قياسه عادةً على مقياس الميليفولت (mV). شكل آخر من بيانات تخطيط كهربائية العضل التي يتم تحليلها هو بيانات تخطيط كهربائية العضل المتكامل (iEMG). يقيس تخطيط كهربائية العضل المتكامل المنطقة الواقعة تحت إشارة تخطيط كهربائية العضل والتي تتوافق مع جهد العضلات الإجمالي بدلاً من الجهد المبذول في لحظة محددة.

### المعدات
هناك أربعة مكونات للأجهزة تستخدم للكشف عن هذه الإشارات: (1) مصدر الإشارة، (2) محول الطاقة المستخدم لاكتشاف الإشارة، (3) مكبر الصوت، (4) دائرة معالجة الإشارة. يشير مصدر الإشارة إلى الموقع الذي يوجد فيه القطب الكهربائي. يعتمد اكتساب إشارة تخطيط كهربائية العضل على المسافة من القطب إلى الألياف العضلية، لذلك يعد التنسيب أمرًا ضروريًا. محول الطاقة المستخدم لاكتشاف الإشارة هو قطب كهربائي من مخطط كهربائية العضل يحول الإشارة الكهربية الحيوية من العضلات إلى إشارة كهربائية قابلة للقراءة. يستنسخ مكبر الصوت إشارة كهربائية حيوية غير مشوهة ويسمح أيضًا بتقليل الضوضاء في الإشارة. تتضمن معالجة الإشارات أخذ النبضات الكهربائية المسجلة وترشيحها وتغليف البيانات.

### زمن الاستجابة
زمن الاستجابة هو قياس الفترة الزمنية بين تنشيط العضلة وقيمتها القصوى في تخطيط كهربائية العضل. يستخدم زمن الاستجابة كوسيلة لتشخيص اضطرابات الجهاز العصبي مثل الانزلاق الغضروفي، أو التصلب الجانبي الضموري، أو الوهن العضلي الوبيل. قد تسبب هذه الاضطرابات اضطرابًا في الإشارة في العضلة أو العصب أو الموصل بين العضلة والعصب.
يُعرف استخدام تخطيط كهربائية العضل لتحديد اضطرابات الجهاز العصبي بدراسة التوصيل العصبي. يمكن لدراسات التوصيل العصبي تشخيص الأمراض على مستوى العضلات والأعصاب فقط. لا يمكنهم اكتشاف المرض في النخاع الشوكي أو الدماغ. في معظم اضطرابات العضلة أو العصب أو الموصل العصبي العضلي، يزداد وقت الاستجابة. هذا نتيجة لانخفاض التوصيل العصبي أو التحفيز الكهربائي في موقع العضلة. في 50٪ من المرضى الذين يعانون من حالات الضمور الدماغي، تمت زيادة زمن استجابة الانعكاس الشوكي M3 وفصلهم أحيانًا عن الاستجابة الانعكاسية الشوكية M2. يكون الفصل بين استجابات منعكس العمود الفقري M2 و M3 عادةً 20 مللي ثانية، ولكن في المرضى الذين يعانون من ضمور دماغي، تمت زيادة الفصل إلى 50 مللي ثانية. ومع ذلك، في بعض الحالات، يمكن لعضلات أخرى تعويض العضلات التي تعاني من انخفاض التحفيز الكهربائي. في العضلة التعويضية، يتم تقليل وقت زمن الاستجابة فعليًا من أجل استبدال وظيفة العضلة المريضة. تُستخدم هذه الأنواع من الدراسات في الميكانيكا العصبية لتحديد الاضطرابات الحركية وتأثيراتها على المستوى الخلوي والكهربائي بدلاً من مستوى حركة النظام.

## التآزر العضلي

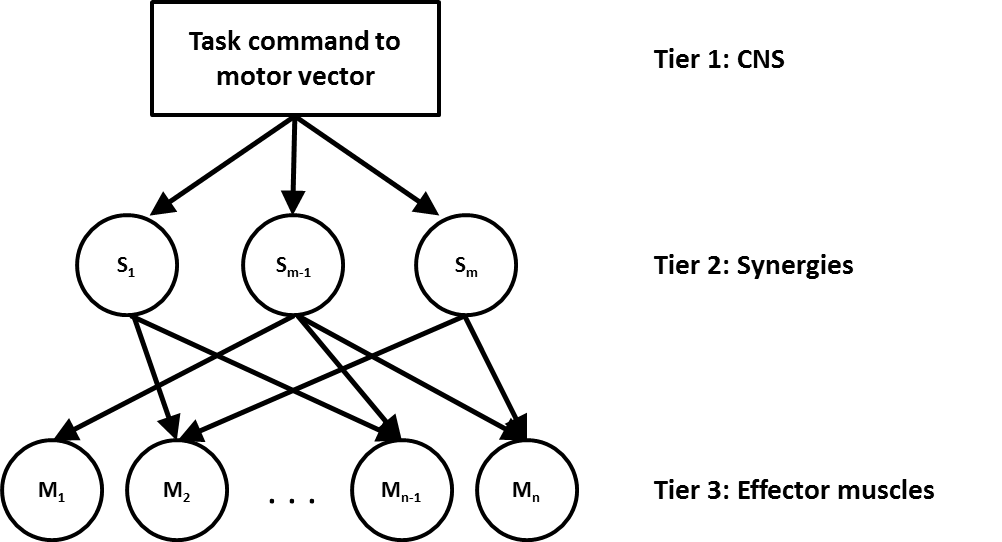
التسلسل الهرمي ثلاثي المستويات لفرضية التآزر العضلي مع التآزر (m) و (n) عضلات المستجيب.

تآزر العضلات هو مجموعة من العضلات المتآزرة والمنبهات التي تعمل معًا لأداء مهمة حركية. يتكون التآزر العضلي من عضلات ناهضة وتآزرية. العضلة الناهضة هي عضلة تتقلص بشكل فردي ويمكن أن تسبب سلسلة من الحركة في العضلات المجاورة. تساعد العضلات التآزرية العضلات الناهضة في مهام التحكم في الحركة، لكنها تعمل ضد الحركة الزائدة التي قد تخلقها ناهضات.

### فرضية تآزر العضلات
تستند فرضية تآزر العضلات على افتراض أن الجهاز العصبي المركزي يتحكم في مجموعات العضلات بشكل مستقل بدلاً من العضلات الفردية. في المستوى الأول، يتم إنشاء متجه المهام الحركية بواسطة الجهاز العصبي المركزي. يقوم الجهاز العصبي المركزي بعد ذلك بتحويل ناقل العضلات للعمل بناءً على مجموعة من التآزر العضلي في المستوى الثاني. ثم في المستوى الثالث، يحدد تآزر العضلات نسبة معينة من المهمة الحركية لكل عضلة وتعيينها إلى عضلاتها للعمل على المفصل لأداء المهمة الحركية.

### فائض (زيادة عن الحاجة)
يلعب الفائض دورًا كبيرًا في تآزر العضلات. فائض العضلات هو درجة من مشكلة الحرية على المستوى العضلي. يُتاح للجهاز العصبي المركزي فرصة تنسيق حركات العضلات، ويجب أن يختار واحدًا من بين العديد من الحركات. مشكلة الفائض العضلي هي نتيجة نواقل العضلات أكثر من الأبعاد في مساحة المهمة. يمكن للعضلات أن تولد التوتر فقط عن طريق الشد وليس الدفع. ينتج عن هذا العديد من نواقل القوة العضلية في اتجاهات متعددة بدلاً من الدفع والسحب في نفس الاتجاه.
أحد الجدل حول تآزر العضلات هو بين إستراتيجية المحرك الرئيسي واستراتيجية التعاون. تنشأ إستراتيجية المحرك الرئيسي عندما يمكن لمتجه العضلة أن يعمل في نفس اتجاه متجه الحركة الميكانيكية، ناقل حركة الطرف. ومع ذلك، فإن إستراتيجية التعاون تحدث عندما لا تستطيع أي عضلة أن تعمل مباشرة في الاتجاه المتجه للعمل الميكانيكي مما يؤدي إلى تنسيق عضلات متعددة لتحقيق المهمة. تراجعت شعبية إستراتيجية المحرك الرئيسي بمرور الوقت حيث وجد من خلال دراسات تخطيط كهربية العضل أنه لا توجد عضلة واحدة توفر بشكل ثابت قوة أكبر من العضلات الأخرى التي تعمل على التحرك حول المفصل.

### الانتقادات
من الصعب دحض نظرية تآزر العضلات. على الرغم من أن التجارب أظهرت أن مجموعات العضلات تعمل معًا بالفعل للتحكم في المهام الحركية، إلا أن الوصلات العصبية تسمح بتنشيط العضلات الفردية. على الرغم من أن تنشيط العضلات الفردي قد يتعارض مع التآزر العضلي، إلا أنه يحجبه أيضًا. قد يؤدي تنشيط العضلات الفردية إلى تجاوز أو منع المدخلات والتأثير العام لتآزر العضلات.

## التكيف
التكيف بالمعنى الميكانيكي العصبي هو قدرة الجسم على تغيير إجراء ما ليناسب بشكل أفضل الموقف أو البيئة التي يتصرف فيها. يمكن أن يكون التكيف نتيجة للإصابة أو التعب أو الممارسة. يمكن قياس التكيف بعدة طرق: تخطيط كهربائية العضل، وإعادة البناء ثلاثي الأبعاد للمفاصل، والتغيرات في المتغيرات الأخرى المتعلقة بالتكيف المحدد قيد الدراسة.

### الإصابة
يمكن أن تسبب الإصابة التكيف بعدة طرق. التعويض هو عامل كبير في التكيف مع الإصابة. التعويض هو نتيجة لضعف عضلة واحدة أو أكثر. يتم تكليف الدماغ بأداء مهمة حركية معينة، وبمجرد إضعاف العضلات، يحسب الدماغ نسب الطاقة لإرسالها إلى العضلات الأخرى لأداء المهمة الأصلية بالطريقة المرغوبة. التغيير في مساهمة العضلات ليس النتيجة الثانوية الوحيدة لإصابة مرتبطة بالعضلات. التغيير في تحميل المفصل هو نتيجة أخرى يمكن أن تكون ضارة للفرد إذا طال أمدها.

### التعب
إجهاد العضلات هو التكيف العصبي العضلي لمواجهة التحديات على مدى فترة من الزمن. يمكن أن يؤدي استخدام الوحدات الحركية على مدار فترة زمنية إلى تغييرات في القيادة الحركية من الدماغ. نظرًا لأنه لا يمكن تغيير قوة الانقباض، يقوم الدماغ بدلاً من ذلك بتجنيد المزيد من الوحدات الحركية لتحقيق أقصى تقلص للعضلات. يختلف تجنيد الوحدات الحركية من عضلة إلى أخرى اعتمادًا على الحد الأعلى للتجنيد الحركي في العضلات.

### الممارسة
يمكن أن يكون التكيف بسبب الممارسة نتيجة لممارسة مقصودة مثل الرياضة أو ممارسة غير مقصودة مثل ارتداء جهاز تقويم. عند الرياضيين، ينتج عن التكرار ذاكرة عضلية. تصبح المهمة الحركية ذاكرة طويلة المدى يمكن تكرارها دون بذل الكثير من الجهد الواعي. هذا يسمح للرياضي بالتركيز على ضبط إستراتيجية المهام الحركية الخاصة بهم. تأتي مقاومة التعب أيضًا مع التدريب حيث يتم تقوية العضلات، ولكن السرعة التي يمكن للرياضي إكمال مهمة حركية بها تزداد أيضًا مع الممارسة. يُظهر لاعبو الكرة الطائرة مقارنةً بغير القافزين تحكمًا أكثر قابلية للتكرار في العضلات المحيطة بالركبة والتي يتم التحكم فيها عن طريق التنشيط المشترك في حالة القفز الفردي. في حالة القفز المتكرر، يعاني كل من لاعبي الكرة الطائرة وغير القافزين من انخفاض خطي في وقت رحلة القفز الطبيعي. على الرغم من أن الانخفاض الخطي الطبيعي هو نفسه بالنسبة للرياضيين وغير الرياضيين، إلا أن الرياضيين يتمتعون باستمرار بأوقات طيران أعلى.
هناك أيضًا تكيف مرتبط باستخدام طرف اصطناعي أو جهاز تقويم. هذا يعمل بشكل مشابه للتكيف بسبب التعب؛ ومع ذلك، يمكن أن تتعب العضلات بالفعل أو تغير مساهمتها الميكانيكية في مهمة حركية نتيجة ارتداء الجبيرة. مقوام الكاحل هو حل شائع لإصابة الطرف السفلي، وتحديداً حول مفصل الكاحل. يمكن أن تكون مقومة القدم في الكاحل مساعدة أو مقاومة. يشجع تقويم الكاحل المساعد حركة الكاحل، وتقويم الكاحل المقاوم يمنع حركة الكاحل. عند ارتداء مقوم قدم للكاحل، قلل الأفراد من سعة مخطط كهربائية العضل وتيبس المفاصل بمرور الوقت بينما يحدث العكس في أجهزة تقويم الكاحل المقاومة. بالإضافة إلى ذلك، لا يمكن أن تختلف قراءات تخطيط كهربائية العضل فحسب، بل يمكن أيضًا تغيير المسار المادي الذي تنتقل عبره المفاصل.